# Psychomyia fukienensis
Psychomyia fukienensis là một loài Trichoptera trong họ Psychomyiidae. Chúng phân bố ở miền Ấn Độ - Mã Lai.